# Celama columbina
Celama columbina är en fjärilsart som beskrevs av Image 1905. Celama columbina ingår i släktet Celama och familjen trågspinnare. Inga underarter finns listade i Catalogue of Life.